# Ptecticus bifidus
Ptecticus bifidus är en tvåvingeart som beskrevs av Rozkosny och Kovac 1998. Ptecticus bifidus ingår i släktet Ptecticus och familjen vapenflugor.
Artens utbredningsområde är Singapore. Inga underarter finns listade i Catalogue of Life.